# Павлишин Олег Федорович
Павлишин Олег Федорович (нар. 12 липня 1964, Львів) — в.о. голови Вищого антикорупційного суду України, суддя Вищого антикорупційного суду України.

## Біографія
З жовтня 1982 по листопад 1984 проходив строкову військову службу.
Протягом 1985—1990 року навчався на юридичному факультеті Львівського державного університету ім. Франка.
З вересня 1990 по березень 1994 року — слдічий слідчого відділення Франківського РВВС Львова.
З 1994 по 2001 — суддя Городоцького районного суду Львівської області.
З квітня 2002 працював суддею Апеляційного суду Львівської області.